# Witold Gadowski
Witold Franciszek Gadowski (ur. 4 listopada 1964 w Zakopanem) – polski dziennikarz, publicysta, pisarz i poeta.

## Życiorys
Urodził się 4 listopada 1964 jako syn Franciszka. Jego dziadek Franciszek Gadowski (ur. 1898, był majorem Wojska Polskiego II RP, zm. 23 września 1939 we Lwowie), a ojciec, także Franciszek (żyjący w latach 1935–1992) w 1940 został wywieziony w głąb ZSRR, a w PRL był oficerem Wojsk Ochrony Pogranicza i od 1955 członkiem PZPR.
Ukończył psychologię na Uniwersytecie Jagiellońskim. W latach 80. XX w. był członkiem Niezależnego Zrzeszenia Studentów i twórcą podziemnego klubu politycznego „Okop”. Członek założyciel Małopolskiego Komitetu Obywatelskiego „Solidarność”.
Dziennikarz „Czasu Krakowskiego” i reporter śledczy „Gazety Polskiej”. W latach 90 XX w. korespondent wojenny na Bałkanach. Organizator konwojów z pomocą dla ofiar wojny w Kosowie. W 1991 kandydował do Sejmu RP z listy Porozumienia Obywatelskiego Centrum, a w 1993 z listy Ruchu dla Rzeczypospolitej.
W latach 2000–2002 dyrektor Wydziału Informacji Urzędu Miasta Kraków i rzecznik prasowy Prezydenta Miasta Kraków Andrzeja Gołasia.
Wieloletni dziennikarz telewizji TVN, gdzie był reporterem programu „Superwizjer”. Od 1 stycznia 2007 do 20 stycznia 2009 dyrektor krakowskiego oddziału Telewizji Polskiej. Jeden z pomysłodawców widowiska publicystycznego Cienie PRL-u emitowanego od 2008 w TVP1 oraz Małopolskiej Nagrody Filmowej „Trzy Korony Małopolski” (edycja I – 2008, edycja II – 2009).
Do maja 2010 pracował w TVN w Krakowie. Wraz z Przemysławem Wojciechowskim zrealizował cykl reportaży pt. „Tragarze śmierci”, opowiadający o współczesnym terroryzmie. Był jednym z autorów m.in. wywiadów z Iliczem Ramirezem Sanchezem, zwanym „Carlosem” lub „Szakalem” oraz jego żoną (wraz z Przemysławem Wojciechowskim i Beatą Biel), z Hansem Joachimem Kleinem, z jedną z założycielek RAF – Astrid Proll, jednym z przywódców Drugiej Generacji RAF Peterem-Juergenem Boockiem, oraz z córką Ulrike Meinhof. Rozmawiał także z francuskim sędzią Jeanem-Louisem Bruguière. Współrealizował dwa reportaże o powiązaniach Abu Nidala z Polską. Równocześnie powstała napisana wraz z Przemysławem Wojciechowskim książka pt. Tragarze śmierci. Polskie związki ze światowym terroryzmem, wydana w kwietniu 2010 r.
Od 10 maja do 12 października 2010 dyrektor TVP1.
Wykładowca reportażu na Uniwersytecie Papieskim Jana Pawła II, dawniej Papieskiej Akademii Teologicznej w Krakowie na kierunku dziennikarstwo i komunikacja społeczna.
Autor opowiadań, wierszy, piosenek, publicysta internetowy (na: Salon24, stefczyk.info). Pierwszą swoją powieść „Wieża komunistów” wydał w 2012. Oparta na historii FOZZ, chronologicznie druga część tryptyku. Pierwsza część, Smak wojny (premiera: 2013), jak zapewnia autor, jest „powieścią awanturniczą” opisującą losy Andrzeja Brennera w czasie wojny w dawnej Jugosławii – w Kosowie, „…trzecia będzie o Smoleńsku. Chciałbym, żeby ten cykl zakończył się bardzo aktualnie, zmierzeniem się głównego bohatera z tym wszystkim z czym my też się mierzymy – zapowiada autor”. Publikował m.in. w „Rzeczpospolitej”, „Wprost”, „Dzienniku Polskim” i polonijnych gazetach emigracyjnych. Autor dwóch książek publicystycznych Lokal dla awanturnych i Krew nie woda. wydanych przez wydawnictwo „Replika”.
Krytyk rządów koalicji PO-PSL, spotkał się z krytyką, gdy zaatakował liderów PO. Publicysta krytykował również działalność polityczną prezydenta Krakowa Jacka Majchrowskiego, jego obecnych i byłych współpracowników, Magdaleny Sroki, prezes Polskiego Instytutu Sztuki Filmowej w latach 2015–2017.
Od 21 marca 2014 prowadzi  na platformie YouTube program publicystyczny w formie komentarzy dotyczących aktualnej sytuacji politycznej i społecznej w Polsce i na świecie. Od grudnia 2012 do 28 marca 2020 współpracownik czasopisma „Sieci”. Wraz z Maciejem Grabysą reżyser pierwszego w Polsce dokumentu opowiadającego o międzynarodowym rynku handlu ludzkimi organami.

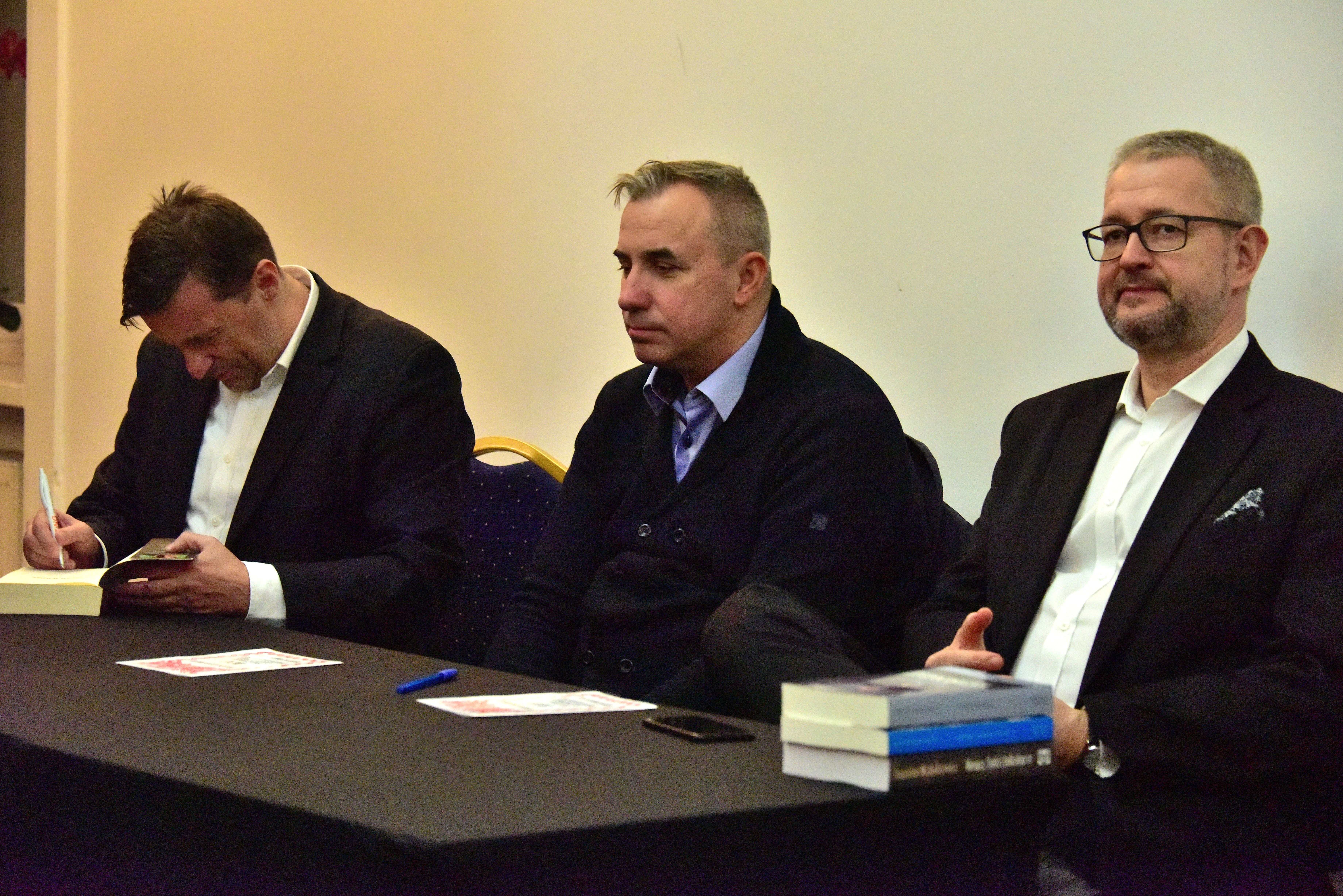
Witold Gadowski, Wojciech Sumliński i Rafał Ziemkiewicz (2018 r.)

Od września 2016 był autorem i gospodarzem programu „Łowca smoków” w TVP1. Zakończył następnie współpracę z TVP1 w czerwcu 2017 w wyniku konfliktu z ówczesnym prezesem TVP Jackiem Kurskim. Prowadził w Radiu WNET audycję poranną. Dokonuje analiz islamskiego zagrożenia terroryzmem w katolickiej „Niedzieli”. Gadowski od marca 2019 do 31 maja 2019 był gospodarzem programu „Komentarz dnia” w Polskim Radio PR 1, po czym został zwolniony. Wcześniej był jednym z prowadzących Debatę Jedynki. Obecnie dziennikarz i felietonista internetowego wydania Niedzieli. Publikuje również swoje felietony na portalu Niezależna.pl i tygodniku „Gazeta Polska”.
Od 2017 jest wiceprezesem Stowarzyszenia Dziennikarzy Polskich.

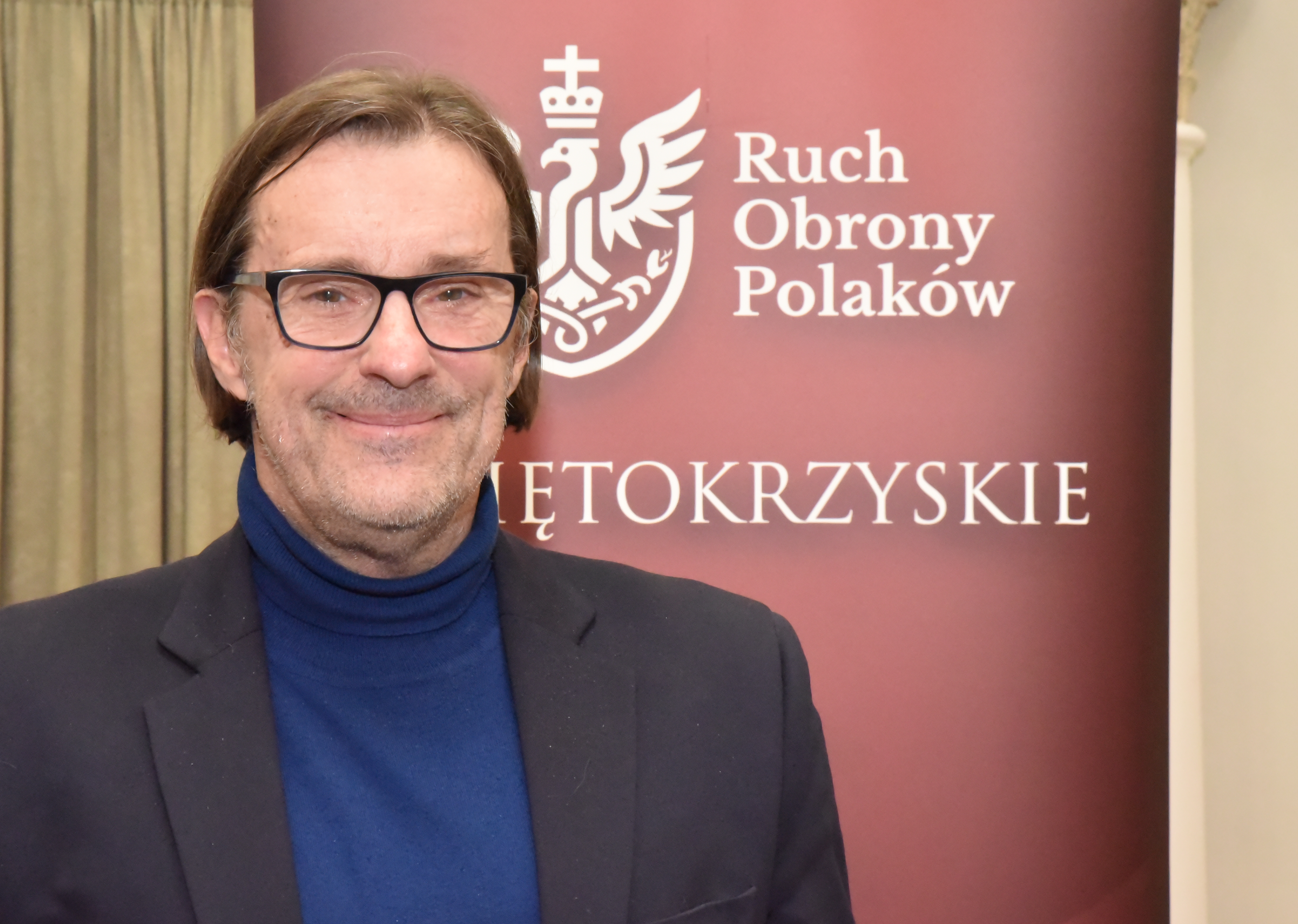
Witold Gadowski na spotkaniu w Busku-Zdroju (2024 r.)

W 2022 wszedł w skład Społecznego Komitetu Budowy Pomnika „Rzeź Wołyńska” w Domostawie. 26 stycznia 2024 razem z publicystą i dziennikarzem Wojciechem Sumlińskim oraz liderem istniejącej w latach 2022–2024 partii politycznej Polska Jest Jedna (PJJ) i prezydentem Siemianowic Śląskich Rafałem Piechem powołał stowarzyszenie Ruch Obrony Polaków.

## Nagrody
Laureat nagrody Grand Press 2004 w kategorii dziennikarstwo śledcze za materiały telewizyjne „Mafia paliwowa 1 i 2” (wraz z Przemysławem Wojciechowskim).
W 2006 (wraz z Przemysławem Wojciechowskim) nominowany do nagrody imienia Andrzeja Wojciechowskiego. Laureat nagrody „Watergate”, przyznawanej przez Stowarzyszenie Dziennikarzy Polskich w dziedzinie dziennikarstwa śledczego, za reportaż Gra o PZU (współautorzy Przemysław Wojciechowski i Jarosław Jabrzyk). W 2008 ponownie uhonorowany nagrodą „Watergate” za reportaż pt. Rosyjska mafia, polski rząd i gaz.
W 2009 wraz z Przemysławem Wojciechowskim zdobywca Grand Prix na III Przeglądzie Telewizyjnych Reportaży Śledczych i Interwencyjnych „Ukryta Kamera” w Łodzi. Laureat nagrody na przeglądzie „Bazar” w Poznaniu, laureat nagrody Dziennikarzy Małopolski za dziennikarstwo śledcze (obydwie nagrody wraz z Przemysławem Wojciechowskim).
W 2013 wraz z Maciejem Grabysą laureat międzynarodowej nagrody przyznawanej przez International Organization for Migration na międzynarodowym festiwalu filmowym w Kiszyniowie. W grudniu 2013 wraz z Maciejem Grabysą laureat Grand Prix za reżyserię dla najlepszego filmu polskiego na międzynarodowym festiwalu filmowym Human Doc.
30 stycznia 2014 otrzymał „Nagrodę im. Kazimierza Dziewanowskiego” za rok 2013 przyznaną przez Stowarzyszenie Dziennikarzy Polskich za film Mitzvah (wraz z nim współautor Maciej Grabysa).

## Kontrowersje
W czasie pandemii choroby COVID-19 w Polsce deklarował się jako przeciwnik szczepień przeciw COVID-19 i obostrzeń epidemicznych.